# Hey QT
"Hey QT" é o único single do projeto musical QT. O projeto consistia da personalidade americana que atua como artista de performance Hayden Dunham, do produtor inglês A. G. Cook e da personalidade escocesa que atua em produção musucal Sophie. A música foi lançada em 26 de agosto de 2014 via XL Recordings. O lançamento do single foi acompanhado por uma foto de QT com uma peruca loira cortada em um corte bob bagunçado. A imagem promocional foi feita por Diamond Wright, uma equipe que inclui a musicista da PC Music, Hannah Diamond.

## Composição
"Hey QT" é uma música dance-pop e bubblegum bass composta na tonalidade de Fá maior, com um ritmo de 129 batidas por minuto. Sua produção usa melodias de sintetizador e uma batida irregular composta por batidas de caixa em staccato. Apresenta um gancho de chamada e resposta de "Hey QT! Yeah?". Embora Dunham interprete QT, os vocais da música são na verdade da cantora britânica Harriet Pittard, que também grava como Zoee. Sua voz foi alterada para um tom mais agudo, e a música tem uma estética feminina e fofa. Ela disse que as letras descrevem uma "sensação de sentir a presença de alguém mesmo quando não estão no mesmo espaço físico". "Hey QT" inclui uma metanarrativa sobre a música em si.

## Lançamento e promoção
A música foi lançada em um show do Boiler Room em Los Angeles promovendo o EP, Chimes de Hudson Mohawke. Uma transmissão digital de Eric Wareheim abriu a apresentação. Dunham performou a música como QT, abrindo o ato sentando-se e lendo uma revista de moda enquanto uma narração endossava a bebida energética QT. Dunham então dublou "Hey QT" enquanto parecia desinteressada.
Diplo estreou seu remix de "Hey QT" em 6 de março de 2015 através do programa de Annie Mac na BBC Radio 1. Seu retrabalho é mais suave, com um drop no refrão. O remix foi disponibilizado para download gratuito no WeTransfer.

## Recepção crítica
A reação à "Hey QT" foi dividida; muitas pessoas responderam com confusão ou repulsa. A canção recebeu alguns elogios dos críticos de música, ficando em 84º lugar na enquete dos críticos do The Village Voice em 2014, Pazz & Jop. "Hey QT" foi escolhida como número 14 nas "100 Melhores Faixas de 2014" da Pitchfork Media. A Spin classificou a música em 4º lugar em sua lista de "As 101 Melhores Músicas de 2014", The Fader listou a música em 3º, e a revista Fact colocou "Hey QT" em 37º em sua lista de fim de ano.

## Vídeo musical
O vídeo musical de "Hey QT", dirigido por Bradley & Pablo, foi lançado em 25 de março de 2015. O vídeo mostra QT desenvolvendo a bebida energética DrinkQT. Um laboratório mede seu estado emocional e o destila na fórmula da bebida. O vídeo apresenta animações em CGI do DrinkQT, que foram simuladas no RealFlow e renderizadas usando o 3ds Max. O vídeo faz referência aos anúncios da Gap e inclui publicidade indireta para fones de ouvido Beats.